# Разат
Разат (Ῥαζάτης) је био персијски војсковођа јерменског порекла који је вршио своју дужност под Хозројем II из династије Сасанида.
Како се двадесетшестогодишњи рат између Византије и сасанидске Персије ближио крају, византијски цар Ираклије се одлучио на смео потез. Септембра 627. продро је у Персију заједно са Хазарима. Хозроје се нашао затечен. Петнаест година војевања у потпуности је исцрпило његове снаге, а двојица његових најистакнутијих војсковођа нису била ту да му притекну у помоћ: Шахин је био мртав, а Шахрбараз се налазио далеко у Египту страхујући од тога да га Хозроје жели мртвог. Стога је за команданта војске коју је Хозроје сакупио именован Разат, ратоборан и храбар великаш по пореклу Јерменин.
Разат се запутио да одсече одступницу византијском цару и осујети га у покушају да приђе персијској престоници Ктесифону. Док му се налазио за петама, наилазио је на опљачкану и спаљену земљу коју је Ираклије остављао за собом. Најзад кад је Ираклије прешао Велики Заб, улогорио се с оне стране и тако спречио Разата да без борбе пређе мост преко реке. Уместо тога овај је стао да прелази реку газом даље низводно. Сазнавши за ово, Ираклије је издвојио део своје војске под Ваханом и упутио их да узнемиравају Разата. У окршају који је уследио у заробљеништво су пали бројни Персијанци, укључујући и Разатовог личног помоћника од ког су Византинци дознали да персијском војсковођи у помоћ стиже 3.000 људи. Чувши за ово Ираклије се озбиљно забринуо, тим пре што је дезертерство хазарских контингенти умногоме смањило број људи под његовом командом.
Па ипак, 12. децембра 627. Ираклије је извео своје људе на поље и одлучио да сачека Разата. Видевши ово, персијски војсковођа је кренуо у сусрет Византинцима. Поделио је војску на три дела постројивши је слично поретку фаланге. У јеку битке Разат је наједном изазвао Ираклија на мегдан мислећи да ће, ако га убије, тако да изазове пометњу у редовима Византинаца. Ираклије је спремно прихватио изазов. Подбо је коња и полетео према свом противнику, ком је једним јединим ударцем одрубио главу. Као трофеј однео је са њега штит украшен са 120 златних плочица и златни напрсник. Смрћу Разата и многих високих официра Персијанци су изгубили вољу за борбом и битка се убрзо окончала њиховим потпуним поразом. На пољу је остало да лежи око 6.000 Персијанаца.